# Phragmidium arisanense
Phragmidium arisanense är en svampart som beskrevs av Hirats. f. & Hashioka 1934. Phragmidium arisanense ingår i släktet Phragmidium och familjen Phragmidiaceae.   Inga underarter finns listade i Catalogue of Life.